# Dipòsit de combustible
El  dipòsit  o  tanc de combustible  és un contenidor segur per a líquids inflamables, que sol formar part del sistema del motor, i en el qual s'emmagatzema el combustible, que és propulsat (mitjançant la bomba de combustible) o alliberat (com gas a pressió) en un motor. Els dipòsits de combustible varien considerablement de dimensions i complexitat, des d'un diminut dipòsit de butà per a un encenedor fins al dipòsit extern de combustible criogènic multicambra d'un transbordador espacial.

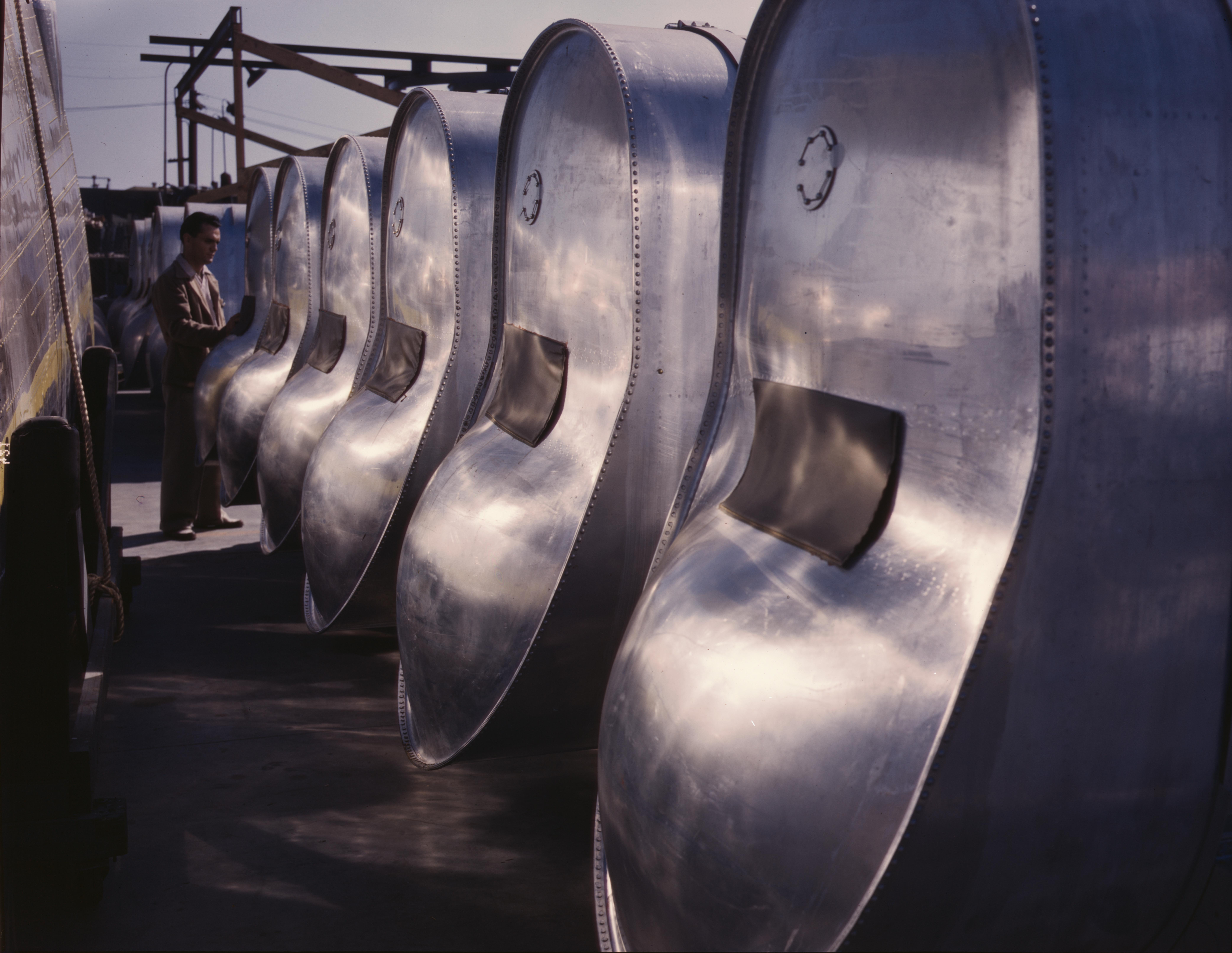
Dipòsits de combustible de bombarders B-25.

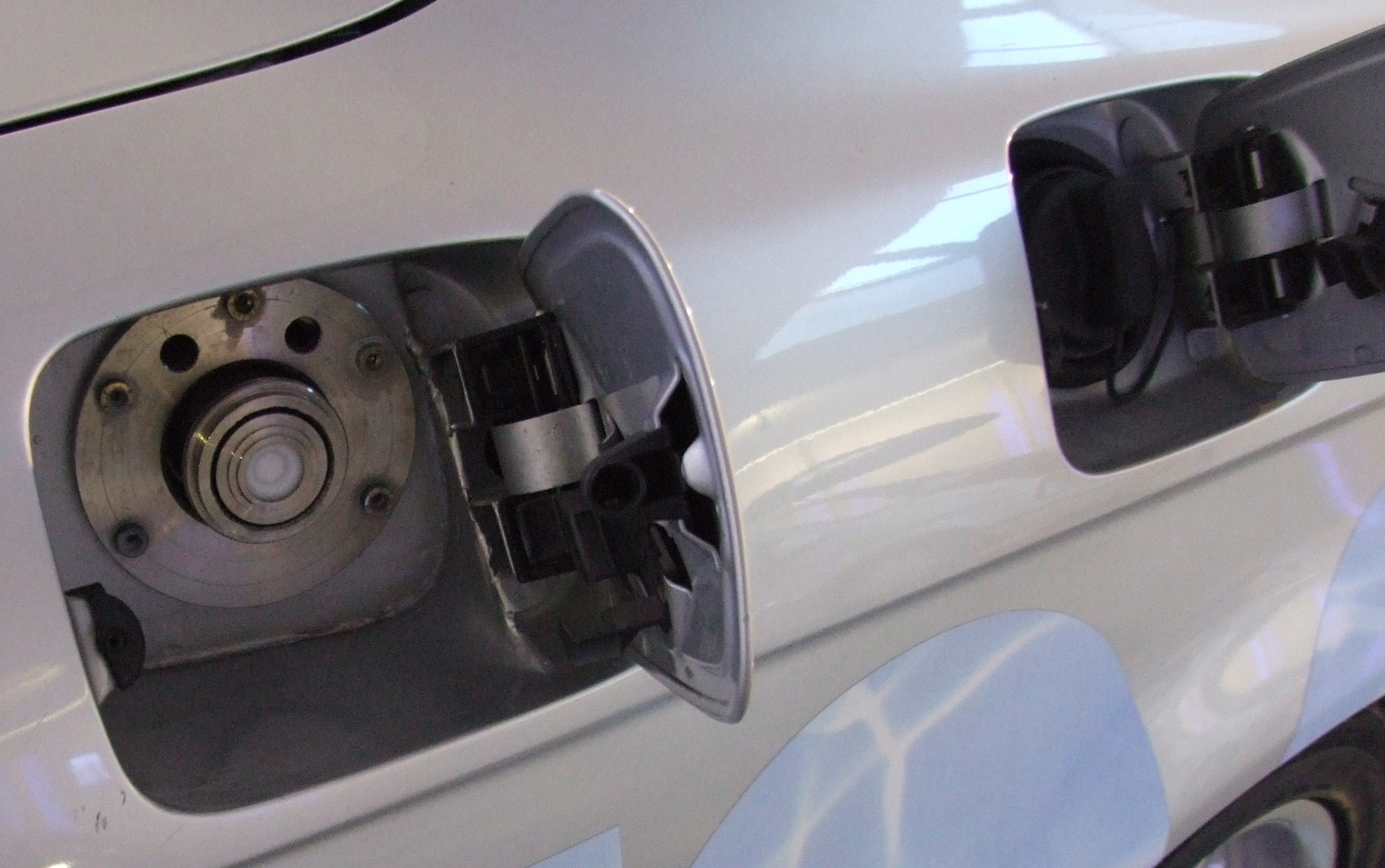
Esquerra: coll d'emplenament d'un BMW propulsat amb hidrogen; Dreta: coll de farciment per a combustible, Museum Autovision, Altlußheim, Alemanya.

Normalment un dipòsit de combustible compta amb les següents característiques:
- Emmagatzematge segur de combustible.
- El farciment ha de ser sense riscos (ex. espurnes).
- Emmagatzematge sense pèrdues per fuita o evaporació.
- Proveir d'un mètode per determinar el nivell de combustible al dipòsit en tot moment. Per a això s'usa un indicador del nivell de combustible.
- Venting (en cas de sobrepressió els vapors de combustible han de ser desviats per mitjà de vàlvules).
- Alimentació del motor (per mitjà d'una bomba).
- Anticipar possibles danys i riscos per augmentar el potencial de sobreviure.

## Automoció
El dipòsit de combustible es dissenya de forma específica per a cada vehicle una vegada que el disseny és determinat, atès que han d'optimitzar l'espai lliure disponible.
De fet, sovint es creen diferents arquitecturas per al sistema del dipòsit de combustible depenent del tipus de vehicle, el tipus de combustible (gasolina o dièsel), el tipus de dispensador de gasolina i la regió on es ven el vehicle.
Hi ha dues tecnologies per als dipòsits de combustible en automòbils:
- Dipòsits de plàstic, concretament polietilè d'alta densitat (HDPE) produïts per mitjà d'emmotllament per bufat. Aquesta tecnologia està en auge per comptar amb emissions de fuel molt reduïdes. El plàstic també possibilita geometries complexes, per exemple, el dipòsit pot muntar directament sobre l'eix posterior, estalviant espai i millorant la seguretat en cas d'impacte. Inicialment es tenien dubtes sobre la duresa del material davant esquerdes en comparació amb materials com l'acer o l'alumini.

- Dipòsits de metall (acer o alumini) a partir de la soldadura de làmines estampades. Encara que aquesta tecnologia dona bons resultats en el control d'emissions del combustible, és cada vegada menys competitiva en el mercat.

### Tancament centralitzat
Els vehicles moderns sovint inclouen la tapa del dipòsit en el sistema de tancament centralitzat.

### Obertura a distància
Hi ha vehicles moderns que disposen d'una obertura de la tapa del dipòsit amb control remot mitjançant un motor elèctric o un cable alliberador. Alguns vehicles de gamma alta no permeten una obertura des de l'exterior del vehicle.

### Dipòsit de reserva
Quan s'il·lumina el llum que indica un nivell baix de combustible llavors es parla sovint del dipòsit de reserva. No hi ha un dipòsit addicional com a tal sinó que el nivell de gasolina simplement està sota un límit preestablert. Encara que no té cap estàndard sobre la quantitat de combustible existent, en general es pot conduir durant 50 km addicionals abans que el combustible s'esgoti per complet.

### Cèl·lules de combustible per a competició
Una  cèl·lula de combustible per a competició  és un contenidor de combustible que es diferencia del dipòsit ordinari en els següents aspectes:
- Té una alineació interior (inner liner) flexible per minimitzar el risc d'orificis en cas de col·lisió.
- Aquesta farcit amb un nucli d'escuma de cèl·lula oberta per evitar l'explosió del vapor en la part buida del dipòsit i per minimitzar el sloshing del combustible durant la competició que pogués desequilibrar el vehicle o provocar una alimentació de combustible inadequada del motor.

## Aeronaus

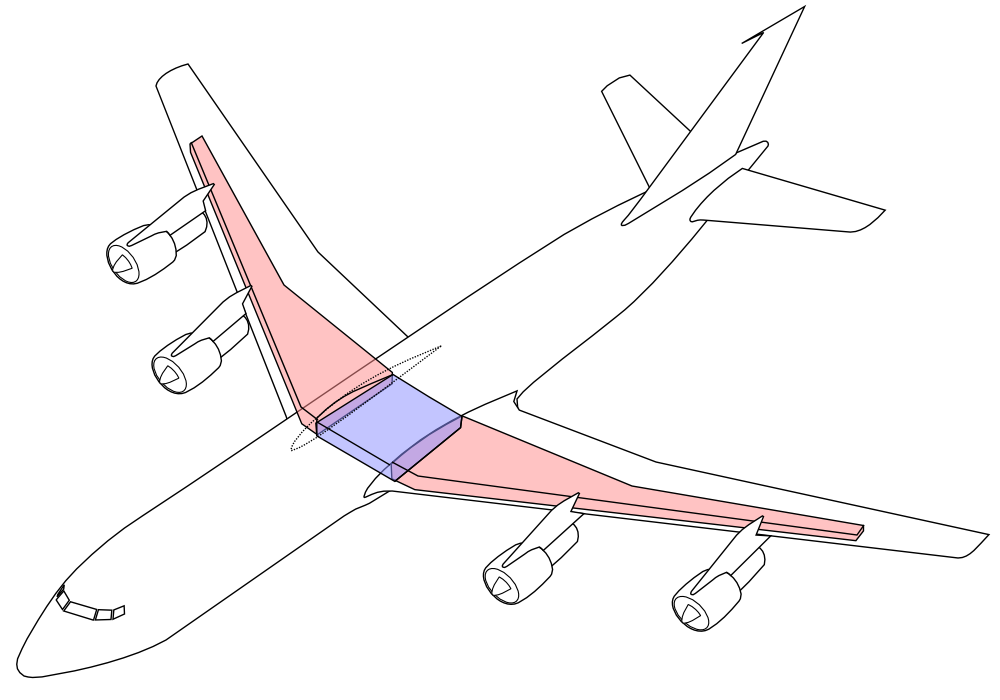
Distribució dels dipòsits de combustible principals d'un avió de passatgers modern.

Les aeronaus fan servir normalment cinc tipus de dipòsits de gasolina: integral, pesat, rígid, desmuntable, bladder.
Els dipòsits integrals són àrees dins de l'estructura de l'aeronau que han estat segellades per a permetre l'emmagatzematge de combustible. Un exemple d'aquest tipus de dipòsit s'anomena wet wing ("ala humida") i és utilitzant freqüentment in aeronaus de grans dimensions. Atès que aquests dipòsits són part de l'estructura de l'aeronau, no poden ser desmuntats per sotmetre's a manteniment o inspecció. Per a aquests comeses han de proveir-se de panells d'inspecció. La majoria d'aeronaus de grans dimensions fan servir aquest sistema per emmagatzemar combustible a les ales o a la cua de l'avió.
Els dipòsits rígids desmuntables s'instal·len en un compartiment dissenyat per a aquest propòsit. Normalment són de construcció metàl·lica i poden desmuntar per ser revisats, reemplaçats o reparats. Aquest tipus de dipòsits són freqüents en aeronaus de menor mida, com per exemple l'avioneta Cessna 172.
Els dipòsits bladder són bosses amb reforços de goma que es troben a una secció de l'estructura de l'avió dissenyada per allotjar la càrrega de combustible. El bladder s'enrotlla i desenrotllen al compartiment a través del conducte per al farciment o el panell d'accés. Es fixen amb botons metàl·lics o enganxalls dins el compartiment. Moltes arenaus lleugeres d'altes prestacions així com alguns avions turbohèlice fan ús d'aquest tipus de dipòsits.

## Incidents
Els dipòsits de combustible han estat subjecte de diferents accidents d'aviació en el passat. Per exemple, l'explicació oficial per l'explosió i successiu accident del Vol TWA 800 va ser que en un dels dipòsits es va formar una barreja explosiva de combustible i aire. Un cable defectuós va provocar la ignició dins del dipòsit destrossant l'aeronau. Tot i que hi ha dubtes sobre l'exactitud d'aquesta explicació oficial, aquest tipus d'explosions han ocorregut en diverses ocasions. El risc d'explosió del dipòsit es pot reduir mitjançant l'ús d'un sistema que procuri fer inert el dipòsit (per exemple amb nitrògen a pressió).

## Subministrament d'aigua
Els sistemes de subministrament d'aigua poden ser alimentats mitjançant una font primària o secundària consistent en un generador de combustible dièsel alimentat per un petit tanc diari i un dipòsit de combustible de molt més gran

## Seguretat
Un disseny i construcció adequats del dipòsit tenen un paper fonamental en la seguretat del sistema del qual forma part.
En aplicacions automotrius un emplaçament inadequat ha contribuït la probabilitat d'incendi en cas de col·lisió. el 1990, General Motors va ser demandat per més de cent particulars suposadament a causa de la decisió de traslladar el dipòsit i quedar-se sense la protecció de l'estructura del vehicle en furgonetes pickup. El model Pinto del fabricant Ford també vaig estar immers en la polèmica per posar el dipòsit de combustible en una àrea poc protegida amb risc de foc i explosió en cas d'impacte de la part del darrere del vehicle. El cas va anar a judici i li va costar 125 milions de dòlar és. el 1993, després de fallar el judici en contra de GM (que fos recorregut amb èxit més tard), la cadena de televisió NBC també va causar polèmica emetent assaigs a tall d'exemple sobre els riscos existents. Posteriorment es va descobrir que la cadena va utilitzar material inflamable per assegurar el foc.